# Az Őrzők legendája
Az Őrzők legendája (eredeti cím: Legend of the Guardians) Zack Snyder rendezésében készült animációs fantasy kalandfilm, ami Kathryn Lasky könyvsorozatának első három kötetén alapul. A film Sorenről, a bagolyról szól, akit elrabolnak otthonából, hogy kegyetlen harcost faragjanak belőle. Ám egy társával együtt megszökik, és az úton melléjük szegődik társként egy kígyó és két további bagoly, így már öten folytatják útjukat, hogy megtalálják a legendákban szereplő Őrzők fáját.
A film magyar bemutatója 2010. október 7-én volt.

## Szereplők hangja
| Szereplő         | Színész             | Magyar hang      |
| ---------------- | ------------------- | ---------------- |
| Soren            | Jim Sturgess        | Előd Álmos       |
| Gülfi            | Emily Barclay       | Molnár Ilona     |
| Dereng           | Anthony LaPaglia    | Faragó András    |
| Kotor            | David Wenham        | Rajkai Zoltán    |
| Ezylryb          | Geoffrey Rush       | Borbiczky Ferenc |
| Tukk             | Ryan Kwanten        | Crespo Rodrigo   |
| Szisszen asszony | Miriam Margolyes    | Szabó Éva        |
| Eglantína        | Adrienne DeFaria    | Károlyi Lili     |
| Noctus           | Hugo Weaving        | Sörös Sándor     |
| Marella          | Essie Davis         | Spilák Klára     |
| Boron            | Richard Roxburgh    | Rosta Sándor     |
| Barran           | Deborra-Lee Furness | Sági Tímea       |
| Otulissa         | Abbie Cornish       | Gubás Gabi       |
| Allomér          | Sam Neill           | Kárpáti Tibor    |
| Echidna          | Barry Otto          | Barbinek Péter   |
| Vascsőrű         | Joel Edgerton       | Sótonyi Gábor    |
| Níra             | Helen Mirren        | Bánsági Ildikó   |
| Dudú             | Bill Hunter         | Epres Attila     |
| Bubo             | Bill Hunter         | Szokol Péter     |
| Strix Struma     | Sacha Horler        | Halász Aranka    |
| Csatt            | Leigh Whannel       | Bácskai János    |
| Csett            | Angus Sampson       | Józsa Imre       |
| Pete             | Gareth Young        | Bodrogi Attila   |

## A főszereplő tulajdonságai
Soren főnöknek született, és hű barát. De még meg kell tanulnia, hogy jobban bízzon az ösztöneiben, abban, amit a zúzája súg neki: hiszen csak így tud fellelkesíteni másokat, így szállhat harcba a Tiszták ellen, és így győzheti le árulóvá vált bátyját, Tukkot.

## A filmről

### Az Őrzők útja: könyvről a filmvászonra
“Az vagy, amit álmodsz...”
Soren, a kisbagoly nagy útra indul álmai nyomában… és rájön, hogy álma valóság. Részese lesz a legendának, melyet apja esti meséiből oly jól ismer. Soren utazásai során megismeri önmagát, barátokat szerez – megkeresi Ga-Húl őrzőit, és megküzd a gonosz Tisztákkal, hogy megvédje a szabadságot, megerősítse a gyengéket, és legyőzze a gonoszt.
“Hát nem arról álmodozik minden kis srác, hogy főszereplő lesz a kedvenc történetében? – kérdi Zack Snyder rendező. – Filmünkben van egy ifjú bagoly, aki szeretné megtalálni a legendás harcosokat, akikről születése óta oly sokat hallott. És mikor a történetek igaznak bizonyulnak, elindulnak a kalandok.”
“Zack stílusa, filmjei látványvilága egészen egyedi, és ez ránk, az Animal Logic-ra is igaz. Az első perctől nagyon egymásra találtunk” – mondja a film producere, az Animal Logic cég igazgatója, Zareh Nalbandian.
Nalbandian komoly tapasztalatokkal bír, hiszen ő volt a producere az Oscar-díjas Táncoló talpak-nak. 500 fős stábot verbuvált, köztük egy csapat komputeranimációs szakembert, hogy Az őrzők legendájá-t 3D-ben filmre vigye.
“Nem úgy gondolunk a filmjeinkre, mint animációs filmekre – folytatja. – Zack sem azért vállalta a rendezést, hogy animációs filmet csináljon, hanem egy remek fantasy kalandfilmet, mely történetesen animációs közegben játszódik. A hangsúly azon volt, hogy a látvánnyal lenyűgözzük a közönséget.”
Snyder, aki ezt megelőzően olyan epikus akciófilmeket rendezett, mint a 300 és a Watchmen, ezt a filmjét is személyes okokból forgatta. “Tudom, hogy közhelyesen hangzik – mondja a rendező –, de a gyerekeim mindig azzal nyaggattak, mikor nézhetik meg már végre egy filmemet. Nagyon tetszett az ötlet, hogy az Animal Logic csapatával dolgozhatok. A Táncoló talpak bizonyos részei művészi szempontból forradalmian újak voltak.”
A filmkészítők akkor bukkantak a hősies baglyok történeteire, mikor Lionel Wigram executive producer felfedezte Kathryn Lasky 15 kötetes regényfolyamát, Az őrzők legendájá-t. Azonnal látta, milyen filmes lehetőségek rejlenek benne, így a művet gyorsan Donald De Line producer figyelmébe ajánlotta.
“Jóllehet néhány filmje sötétebb dolgokról szól, azért Zack-nek van egy varázslatos gyermeki énje is – jegyzi meg De Line. – Igazi művész, s ebben a filmben egészen új oldaláról mutatkozik be. Nagy akciójelenetek, szárnyaló teremtmények, hatalmas csaták – mindez 3D-animációban, 3D-ben felvéve – ez számára is hatalmas élmény volt.”
“Ez egy kalandfilm – földön, vízen, levegőben. A legjobban úgy tudtuk mindezt megjeleníteni a vásznon, ha 3D-ben forgatunk, méghozzá komputeres animációval” – erősíti meg Snyder.
Lasky, az eredeti regények szerzője – s egyben a film executive producere – áldását adta a filmesek munkájára. “Mikor megnéztem a filmet, egy álom vált valóra – mondja. – Nem hittem a szememnek: Zack Snyder ragyogóan vitte vászonra Ga-Húl meséjét, s közben hű maradt az általam teremtett világhoz. Magával sodort Az őrzők legendája!”
Snyder most először merészkedik az animáció birodalmába. Így lelkesedik: “Az animáció nem más, mint filmkészítés – határok nélkül. Mikor felismertem, milyen lehetőségek rejlenek ebben a filmben, s hogy mindent olyanra formálhatunk, amilyenre megálmodtuk – alig vártam, hogy valóra is váltsuk.”

### A baglyok animálása
“Eddig csak szavak bizonyították
az Őrzők létezését, mégis hittem bennük.”
Az animációs műfajban kézzelfogható módon semmi sem létezik a film elkészítése előtt. Így hát a rendező és a művészeti részleg feladata, hogy megálmodja, milyen lesz a filmben ábrázolt világ, és milyenek lesznek az azt benépesítő teremtmények. Az egyszerű ceruzarajzot egyszerű animációvá transzformálják, ezt követik a figuratervek, az izomzat, s végül a mozgó testrészek, tollazat. Ez egy hosszú, fokozatos és néha embert próbáló folyamat. 
Ez egyáltalán nem rettentette el Snydert. “Az első értekezlettől kezdve nagyon lelkesen figyeltem, hogyan kelnek életre a figurák és a helyszínek – emlékszik vissza. – Most is ezt érzem minden egyes új lépésnél.”
A művészek üres lappal kezdték munkájukat. Először megpróbálták elképzelni, hogyan látja egy bagoly a világot. Hiszen ők éjszakai lények, és a történet nagy része éjszaka játszódik. Az ő napjuk a hold. Simon Whiteley látványtervező és Grant Freckelton művészeti vezető (a 300 Oscar-díjas trükkmestere) behatóan tanulmányozták a különféle bagolyfajtákat, illetve a helyszíneket, melyek összessége adja majd az Őrzők világát.
“Szeretem, ha a dizájn a történetet szolgálja, ha a vásznon látható kép érzelmet vált ki a nézőből – mondja Freckelton. - Simon határozta meg a dolgok formáját – hogyan nézzenek ki a baglyok, a fák, az épületek stb. -, míg én inkább arra figyeltem, hogyan legyen világítva egy-egy jelenet, milyen legyen a film hangulata, a képek tónusa. Szó szerint mindennap ott ültünk egymás mellett arról elmélkedvén, milyen lehet ez a világ. Például, ha a baglyoknak páncéljuk van, az miben különbözik az emberétől? Ha sisakjuk van, az hogyan működik, ha 180 fokban fordul a fejük? Itt jönnek képbe a csatakarmok és a sisakok.”
Whiteley, aki felkeresett egy bagolymenedéket Angliában, és a forgatás során maga is bagolyszakértővé vált, így beszél: “Mikor a menedékben a baglyokkal foglalkoznak, azonnal kitűnik, hogy szinte emberi személyiségük van. Vannak boldog baglyok, morcos baglyok, dühös baglyok, barátságos baglyok. Némelyikük olyan, mint egy háziállat: simogathatod, szeret emberek között lenni. Mindegyik fajtát lefilmeztük repülés, futás, evés, fürdés közben, és innen mintáztuk a figurákat a filmben.”
A látványtervezők létrehoztak egy “bagolysulit” az animációs csapat részére. Mindent megtanítottak nekik a baglyokról, elvitték őket Sydney múzeumaiba és a helyi állatkertekbe. A baglyok figuratervét valódi bagolycsontvázakból alkották meg. Az animátorokat megtanították rá, hogyan gondolkodik, cselekszik, mozog egy bagoly.
“Tanulmányozni kell őket, hogy felfedezhessük a figurákat alkotó apró nüanszokat – mondja Nalbandian. – A stábtagoknak bagollyá kell átlényegülni, hogy életre kelthessék a figurákat a vásznon.”

### A Legenda hangjai
“Egy családban mindenkinek megvan a szerepe.”
Az egyik jófiú Soren – a főszereplő. Egy gyöngybagoly, aki Tyto erdeiben nevelkedett, aki hisz a Ga-Húl őrzőinek – e legendás harcosoknak – a legendájában. Az őrzők egy csapatnyi mitikus bagoly, akik megesküdtek, hogy megjavítják, ami elromlott, megküzdenek a gonosszal, és minden bajtól megvédik a bagolykirályságot.
Mikor Sorent és bátyját, Tukkot elfogják a Tiszták – a gonosz baglyok, akik igájukba akarják hajtani a nem “elit” tytókat, az elitekből pedig katonákat akarnak faragni – Soren azt reméli, hősei nem csak hogy léteznek, de rájuk találhat, és segítségül hívhatja őket a bagolynemzetség megsegítésére.
A történet hősének hangján Jim Sturgess brit színész szólal meg. “Jim hangjából érezni a csodálkozást – mondja Snyder. – A realisták világában Soren mer álmodni, és Jim erre nagyon ráérzett.”
Sturgess először félt kicsit a szinkronizálástól, de hamar beletanult. “Eléggé fura volt látni, hogy a hangom egy bagolyarcból jön ki – mosolyog Sturgess. – A szemei elmesélik a történetet, pont úgy, mintha az én arcom lenne a vásznon.”
Soren első riválisa nem egy Tiszta, hanem bátyja, Tukk, aki irigyli, hogy Soren olyan ügyesen repül. Szerinte a történetek, melyeket apjuk az Őrzőkről mesél, fárasztóak. “Mikor Tukkot elviszik a Tiszták, hamar megtetszik neki az ötlet, hogy katonának állhat, hogy végre fontosabb lehet az öccsénél – mondja Deborah Snyder. – De Soren továbbra is hisz Tukk megváltásában, hogy visszafordíthatja Tukkot.”
A csökönyös bagolyt Ryan Kwanten szólaltatja meg. “Tukk amolyan gyötrődő karakter – jegyzi meg a színész. – Hiába ő az idősebb, öccsének jobb képességei vannak. Mikor Níra, a Tiszták királynője megkörnyékezi, és egekbe magasztalja csak mert tyto – Tukk ekkor sebezhető, és könnyedén manipulálható.”
Nem ez az első eset, hogy Helen Mirren – Níra szerepében – uralkodót alakít. Ő a Tiszták mindenható vezetője, hófehér tollakkal, jéghideg, csábító szemekkel. “Ki lehetne jobb királynő, kinek a hangja királyibb, mint Helen Mirrenné?” – mosolyog Zack Snyder.
Wigram szerint “Helen kizárólag a hangjával valami olyan különöset ért el… Níra az ő előadásában nemcsak imádni való gonosztevő, de a gonoszságot vonzóvá is teszi.”
“Níra becsvágyó, okos, de a gondolkodása elég faramuci. Ettől olyan veszélyes – állítja Mirren. – Manipulátor egy autokrata diktatúrában, és ő ezt imádja. Felsőbbrendűnek érzi magát, mindent jobban tud, mindenkinél jobban kormányoz – valószínűleg még a férjénél, a Tiszták királyánál is jobban. Más hangokat meg sem hall.”
Van valaki, aki titokban ellent mer mondani Nírának: Dudú, az északi bagoly. A Tiszták egykor nagy dolgokat ígértek neki, de ezeket nem teljesítették. Dudú úgy dönt, ellenük fordul. Segít Sorennek és Gülfinek megszökni az árva baglyoknak fenntartott Szent Ególiusz Akadémiáról. Ez egy szörnyű hely, ahová száz meg száz ifjú baglyot kényszerítenek a Tiszták.
Hugo Weaving két műszakban dolgozott, hiszen egyfelől Soren és Tukk apját, Noctust, másfelől Dudút is ő alakítja. “Dudú be nem váltott ígéret maradt – mondja Weaving a bagolyról, aki életét kockáztatja, hogy az ifjaknak segítsen. – Családjával zsarolták, ezért sokáig behódolt. De most olyan korszakba lépett, mikor készen áll visszavágni, bármibe is kerül.”

### A repülés megteremtése
“Idáig eljöttetek…hát rajta…nézzetek fel az égre. És szálljatok!”
Nincs is tán csodásabb tulajdonsága a baglyoknak, mint hogy képesek némán repülni – észrevétlenül suhanni, és újra eltűnni az éjszakai égbolton. A filmalkotók tudták, hogy az egyik legfontosabb feladatuk az lesz, hogy a madarak repülésének szépségét visszaadják a vásznon. Zack Snyder szerint: “Az animátorok elképesztő munkát végeztek. Új magasságokra repítették a baglyokat – képletesen és szó szerint.”
Az animátorok úgy emelték az égbe a baglyokat, hogy először lemásolták a szárnyak ívét. Bonyolult folyamat volt, modelleket építettek, aztán betáplálták őket a komputerbe. “Ha látsz egy baglyot repülni, kizárni-összezárni a szárnyait, olyan természetesnek és erőlködés mentesnek tűnnek a mozdulatai. De mikor közelebbről megvizsgálod, látni, hogy mennyi minden szükséges hozzá” – tűnődik Damien Gray karakter-supervisor.
Akár csapdosnak a szárnyukkal, hogy felemelkedjenek, vagy felgyorsuljanak, akár a légáramlatokon ülnek, “lényeges volt, hogy a szárnyak mozgása folyamatosnak tűnjön, ne merevnek – folytatja Gray. – A szárnyak tartása állandóan változik, így hajtják előre a baglyot a levegőben, és nyilvánvalóan egész más, mikor a bagoly földet ér. Rájöttünk, ki kell fejlesztenünk egy módszert, amelynek segítségével az animátorok organikusan tudnak váltogatni a fenti állapotok között.”
Mégis, a baglyok animálásában az aprólékos dolgok jelentették a legnagyobb kihívást. Méghozzá a tollak. Számtalan sok van, mindenféle színben, alakban, méretben, textúrában. A tollak renderelése a tartalom és a forma valódi egységét követelte meg.
A művészeti részleg kifejlesztett egy ún. “bagoly-ergonómia” eljárást a filmhez. Ez garantálta, hogy a karmok tényleg képesek legyenek szorításra, s hogy baglyok és a dolgok a környezetükben a természet törvényeinek megfelelően illeszkedjenek egymáshoz.
“Amit ezek a srácok az Animal Logic-nél véghezvittek, az szerintem forradalmi – állítja Snyder. – Amit elértek, az nem csak megfelelt az elvárásaimnak, de túl is szárnyalta őket. Ők tették lehetővé, hogy valami egészen egyedi szülessen itt.”

### A bagolykirályság tervezése
“Úton vagyunk a Húl-tenger felé.
Megtaláljuk Ga-Húl Őrzőit.”
Az őrzők legendája egy olyan fantasztikus vidékre repít, ahol mindent a szárnyas hősök és gonosztevők uralnak.
Noha Kathryn Lasky könyveiben többször is megemlítődnek az emberek, Snyder azt szerette volna, hogy a filmbéli világ emberi kéztől érintetlen legyen, kizárólag ősi bagoly- és állatkultúrák lakják. Whiteley magyarázat szerint: “Ha épített vagy vésett struktúrákkal találkozunk, azokat baglyok alkották bagoly-szerszámokkal. Nem kell, hogy ezek a földből nőjenek ki, Vascsőrű kastélyát például egy hatalmas barlang mennyezetébe vájták.”
Snyder elképzelésének megfelelően a tervezőcsapat referencia-helyszíneket kezdett keresni. “Az a jó Ausztráliában, hogy sok a vad, érintetlen táj. Tasmánia sziget a kontinenstől délkeletre, partjait az Indiai- és a Csendes-óceán mossa, vad időjárás uralkodik itt, a fények elképesztőek, tökéletes a baglyoknak. Nagy területek érintetlenek, ősi erdők, folyók, havasok, tavak – nyers elemek, pont amilyeneket kerestünk. A Tyto erdőt, Soren otthonát Tasmánia tavairól mintáztuk” – magyarázza Whiteley.
A csapat helikopterekkel körberepülte a tavakat, majd ki a tengerre, a tölcsértorkolatokhoz. “A sziget túloldalán ott a Raoul-fok, egy sziklaoszlopos partvidék. Ez a filmben akkor jelenik meg, mikor hőseink találkoznak az Echidnával.”
Noha a tervek a valóságban gyökereznek, Snyder és animátorai nem szorítkoztak puszta fotorealizmusra. Egy lépéssel feljebb vágytak, ők úgy hívják: hiperrealizmusra. Freckelton szerint “a filmben ha valami feltűnik, remélhetőleg meggyőző, valóságos lesz. De mivel a baglyok éjjeli lények, és a történet nagyja éjszaka játszódik, nem mindig engedhettük meg magunknak a nappali verőfényt. Gyakran csak holdfényünk volt, ezt úgy turbóztuk fel, mintha a hold örökké teli lenne, és két oldalról érné a figurák arcát, sőt talán mögülük is érkezne. A hátteret ugyanakkor sokkal sötétebbre vettük. A hangulat ettől komorabb lett, amitől a baglyok is jobban életre keltek.”

### Fényképezés és koreográfia
“Őrzők! Erősítsük meg eskünket! Csatába!”
Snyder élőszereplős filmekhez szokott, egész életében kamerával dolgozott, így jól ért hozzá. De Az őrzők legendájá-ban nincs kamera. Animációs film, mely virtuális kamerákkal rögzíti az animált figurákat. 
David Scott - a previz & lensing eljárás rendezője - és csapata találta ki a film kameramozgásait. Nagyon izgultak, hogy egy Snyder-kaliberű rendezővel dolgozhattak. “Zack olyan élőszereplős esztétikát hozott magával, amit animációban ritkán látni. Mindene a kamera. Sokat beszéltem vele, hogy milyen is a stílusa, milyen lencséket szeret, hova rakja a kamerát. Ennek alapján összeállítottam egy vizuális bibliát, amely lényegében útmutató Zack Snyder stílusához.”
Scott szerint fontos volt, hogy “a kamerák igazinak tűnjenek. Ha kocsis jelenetünk volt, azt kellett éreznünk, hogy valaki tolja a kocsit, ha kézi kamerás jelenetünk volt, úgy kellett igazítanunk a dolgot, mintha igazi kézi kamerával dolgoztunk volna. Ugyanez igaz a darus felvételekre. Zack nagyon pontosan megmondta, mikor akarja lelassítani a dolgokat, mikor akarta részleteiben mutatni az akciót.”
“Azt szerettük volna, ha ennek a filmnek a felvételi módja valami egészen új az animációs szakmában – mondja Deborah Snyder. – A kamerát egy animációs filmben akárhová teheted, Zack mégis azt kérte, oda tegyük, ahová normális esetben egy játékfilmben tennénk. Mivel a legtöbb jelenet holdfényben játszódik, kicsi a mélységélesség. Ettől és a kamerakezeléstől a filmünk stílusa egészen különös.”
Snyder ahhoz is ragaszkodott – ami újdonság az animációban -, hogy összeállítson egy “bagoly-kaszkadőrcsapatot”. Ez a csapat előadta a koreografált csatajeleneteket, amiket aztán az animátorok lefordítottak a számítógép nyelvére.

### A baglyok hangszerelése
“Az álmaim megerősítenek.
Elvezetnek az Őrzőkhöz.”
Soren és az Őrzők epikus kalandjait Zack Snyder választása szerint David Hirschfelder kísérőzenéje festi alá. “Lehetőséget kaptam, hogy a hős utazását zenével meséljem el – mondja Hirschfelder. – A zene tükrözi Soren álmait, vágyait, kicsiben indul, és egyre nagyobb lesz.”
“David gyönyörűen megragadta a film tematikáját, kiegészíti az akciót és az érzelmeket egyaránt” – mondja Snyder.
A zeneszerző különösen lelkes volt, hogy a figurák a történetben baglyok. “Van valami rejtélyes a baglyokban, valami nagyon kísérteties. Olyan sok jelkép kötődik hozzájuk, erősek, hatalmasak, ahogy szállnak.” – Hogy mindezt zenében is visszaadja, Hirschfelder természetes hangokat használt, sok-sok fúvóst a levegő, a repülés kifejezésére.” – A nagy zenekari hangzást ugyancsak igénybe vette a történet mágikus oldalának kifejezésére.

## Ga'Hoole Őrzői könyvsorozat
A könyvsorozatot Kathryn Lasky írta Guardians of Ga'Hoole címmel, az első kötet 2003-ban jelent meg az Egyesült Államokban. A alapszériát képező, történetileg utolsó részt 2008-ban adták ki. Azóta összesen 28 kötet jelent meg, beleértve a spin-off és útmutató könyveket is.

### Guardians of Ga'Hoole
A fő történet összesen 15 kötetet foglal magába, ami Soren és a Csapat, történetét kíséri végig.
1. The Capture (2003)
2. The Journey (2003)
3. The Rescue (2004)
4. The Siege (2004)
5. The Shattering (2004)
6. The Burining (2004)
7. The Hatchling (2005)
8. The Outcast (2005)
9. The First Collier - Legends of Ga'Hoole-ból (2006)
10. The Coming of Hoole - Legends of Ga'Hoole-ból (2006)
11. To Be a King - Legends of Ga'Hoole-ból (2006)
12. The Golden Tree (2007)
13. The River of Wind (2007)
14. Exil (2007)
15. The War of The Ember (2008)

### Legends of Ga'Hoole
Bár szorosan beletartozik a fősodorba, ám a Legends könyvek egy olyan történetet mesélnek el, amit a sorozat főhősei olvasnak. Története visszarepít a Hoolei időkbe, ahol megszületett az első szénszállító (Collier) és a Szikra (Ember) megtalálója és az első bagolykovács. Ezzel létrehozva az első Ga'Hoolei királyságot.
1. The First Collier (2006)
2. The Coming of Hoole (2006)
3. To Be a King (2006)

### Útmutatók és előzmény
A Guide Book időben a River of the Wind és az Exile között íródott, mesélője Otulissa. A nagy Ga'Hoole Fa Szigetének kultúráját, szokásait, ünnepeit, érdekességeit írja le. A Lost Tales kötet a War of the Ember után íródott, szintén Otulissa a mesélője és több, kisebb történetből áll, ami már ismert karakterek múltját, hátterét és motivációit mutatja be. The Rise of a Legend egy előzménykönyv, ami a csóvavezető, Ezylryb karakterének tragikus múltját dolgozza fel, egészen addig a pontig, míg nem került a Nagy Ga'Hoole Fa Szigetére.
1. A Guide Book of The Great Tree (2007)
2. Lost Tales of Ga'Hooole (2010)
3. The Rise of a Legend (2013)

### Wolves of the Beyond
2011-ben jelent meg az első spin-off sorozat, ahol a Beyond the Beyond farkasait ismerhetjük meg. Időben ez a War of the Ember után játszódik.
1. Lone Wolf (2011)
2. Shadow Wolf (2011)
3. Watch Wolf (2012)
4. Frost Wolf (2012)
5. Spirit Wolf (2012)
6. Star Wolf (2013)

### Horses of the Dawn
2014-ben egy olyan sorozat jelent meg, ami apróbb elemeiben tartozik a Ga'Hoolei világhoz, megállja a helyét önállóan is és történelmi fikciónak nevezhető. Időben valahol a földrajzi felfedezések korába helyezhető, ahol egy csapatnyi házi ló (Equus caballus) megszökik egy Kubából távozó Spanyol vitorlásról.
1. The Escape (2014)
2. Star Rise (2015)
3. Wild Blood (2016)

### Bears of the Ice
2018-ban ismét visszatért a sorozat a fő Ga'Hoolei időkbe. Ez a spin-off az Északi Királyságoktól északra található Nunquivik területén játszódik, ahol két magára hagyott jegesmedvebocs életébe csöppenünk bele.
1. The Quest of the Cubs (2018)
2. The Den of Forever Frost (2018)
3. The Keepers of the Keys (2019)

### Egyéb kiadások
2012 júniusában a filmet készítő Animal Logic stúdió kiadott egy művészeti albumot, Artbook-ot.
1. The Art of Legend of the Guardians: The Owls of Ga'Hoole (2012)

### Kiadások Magyarországon
Magyarországon az Animus kiadó jelentette meg az első kötetet, Ga-Húl Őrzői címmel, még 2008-ban, azóta lemondtak a sorozatról. További részek megjelenése nem ismert.
1. A Katlan Titka (2008)

### Rajongói fordítások
Az első rajongói fordítás 2015-ben került fel ingyenes formában "Az utazás" címmel, az egyik legnagyobb elektronikus könyvportál oldalán. Később a harmadik kötet "A Mentőakció" címmel vált elérhetővé.
1. Az Utazás (2015) - a második "The Journey" kötet magyar megfelelője
2. A Mentőakció (2018) - a harmadik "The Rescue" kötet magyar megfelelője

## Filmzene
A film instrumentális zenéjét David Hirschfelder komponálta. A filmzenealbum első dalát az Owl City készítette.
1. To The Sky
2. Flight Home (The Guardian Theme)
3. Taken to Saint Aggeles
4. Welcome to the Pellatorium
5. A Long Way to the Guardians
6. You Know We're Flying
7. A Friend or Two
8. The Boy Was Right
9. Sharpen the Battle Clwas
10. Follow the Whale's Fin
11. Into Battle
12. Hello Brother
13. My Soldiers, My Sons
14. More Baggie Wrinles

### Egyéb zenék
Amikor Soren a monszunban repül a következő zene hallható a filmben, ami nem került rá az albumra.
1. Lisa Gerrard - Coming Home

Amikor Soren az erdőtűzben repül a következő zene hallható, ami nem került fel a digitális  filmzenealbumra.
1. Dead Can Dance - The Host of Seraphim

A film előzeteseiben hallható zene a következő.
1. Kings and Queens - 30 Seconds to Mars

A TV-Spotokban hallhatóak.
1. Brand X Music - Slay the Dragon
2. Audiomachine - Sands of Time

A kibővített második előzetesben hallható zene, ahol Zack és Deborah Snyder beszélnek a filmről és a könyvekről.
1. Director's Cuts - Afterglow

A 3. és 7. TV Spotban felcsendülő zene.
1. Brand X Music - The Great Beyond

## Díjak és jelölések
- Australian Academy of Cinema and Television Arts / AACTA
  - díj: Legjobb vizuális effekt
- Asia Pacific Screen Awards
  - díj: Külön elismerés a legjobb animációs film
  - jelölés: legjobb animációs film
- Australian Screen Sound Guild
  - díj: legjobb hang
  - jelölés: Legjobb hangkeverés
  - jelölés: Az év legjobb filmzenéje
- IF Awards
  - díj: Legjobb hang: Wayne Pashley, Polly McKinnon, Derryn Pasquill, Fabian Sanjurjo
  - jelölés: legjobb zene: David Hirschfelder
- Annie Awards
  - jelölés: legjobb effekt: Sebastian Quessy
  - jelölés: legjobb zene: David Hirschfelder
  - jelölés: legjobb design: Dan Hee Ryu
  - jelölés: legjobb szinkron: Geoffrey Rush, mint Ezylryb
- Australian Film Institute / AFI
  - jelölés: Ólvasói különdíj: Zareh Nalbandian.
- Satellite Awards
  - jelölés: legjobb animációs és kevert film
  - jelölés: legjobb vizuális effectek: Grant Freckelton, Chris Bone, Craig Welsh
- Academy of Science Fiction, Fantasy & Horror Films, USA Saturn Award
  - jelölés: Legjobb Animációs film
- Visual Effects Society Awards VES Award
  - jelölés: Kiemelkedő effekt animáció - Animációs filmben
  - jelölés: Kiemelkedő animáció - Animációs filmben
  - jelölés: Kiemelkedő karakter animáció - Animációs filmben
- Golden Trailer Award
  - jelölés: legjobb grafika egy tv spot-ban
  - jelölés: legjobb film poszter: Animáció / Családi kategóriában
- Casting Society of America, USA
  - jelölés: Kiemelkedő casting - Animációs filmben
- Motion Picture Sound Editors, USA
  - jelölés: legjobb hangvágás, hang effekt egy animációs filmben
- Australasian Performing Rights Association / APRA Music Award
  - jelölés: legjobb instrumentális zene egy filmben: David Hirschfelder